# Bahnhof Komagane
Der Bahnhof Komagane (jap. 駒ケ根駅, Komagane-eki) ist ein Bahnhof auf der japanischen Insel Honshū, betrieben von der Bahngesellschaft JR Central. Er befindet sich in der Präfektur Nagano, auf dem Gebiet der Stadt Komagane im Ina-Becken.

## Beschreibung
Komagane ist ein Zwischenbahnhof an der von JR Central betriebenen Iida-Linie, die Toyohashi mit Tatsuno verbindet. Einmal täglich verkehrt der Eilzug Misuzu (みすず) nach Tatsuno, Matsumoto, Nagano und zurück, hinzu kommt täglich ein weiterer Eilzug nach Okaya. Im Regionalverkehr besteht ein angenäherter Stundentakt sowohl nordwärts in Richtung Tatsuno (die meisten Züge werden dabei nach Okaya an der Chūō-Hauptlinie durchgebunden) als auch südwärts bis Tenryūkyō. In den 1960er bis 1980er Jahren bot die Japanische Staatsbahn umsteigefreie Schnellzüge nach Tokio-Shinjuku an, die jedoch von Fernbussen verdrängt wurden.
Der Bahnhof steht am östlichen Rand des Stadtzentrums, genauer im Stadtteil Higashi-machi. Die Anlage ist von Süden nach Norden ausgerichtet und besitzt drei Gleise, die alle dem Personenverkehr dienen. Sie liegen am Hausbahnsteig und an einem teilweise überdachten Mittelbahnsteig, der durch einen Niveauübergang mit dem Empfangsgebäude an der Westseite verbunden ist. Unmittelbar nördlich des Bahnhofs erstreckt sich eine dreigleisige Abstellanlage. Der Bahnhofsvorplatz wird von mehreren Buslinien der Gesellschaft Ina Bus bedient. Eine davon verkehrt zur Talstation der Komagatake-Seilbahn, Japans höchstgelegener Luftseilbahn.
Im Jahr 2016 zählte der Bahnhof täglich durchschnittlich 526 Fahrgäste.

## Weblinks

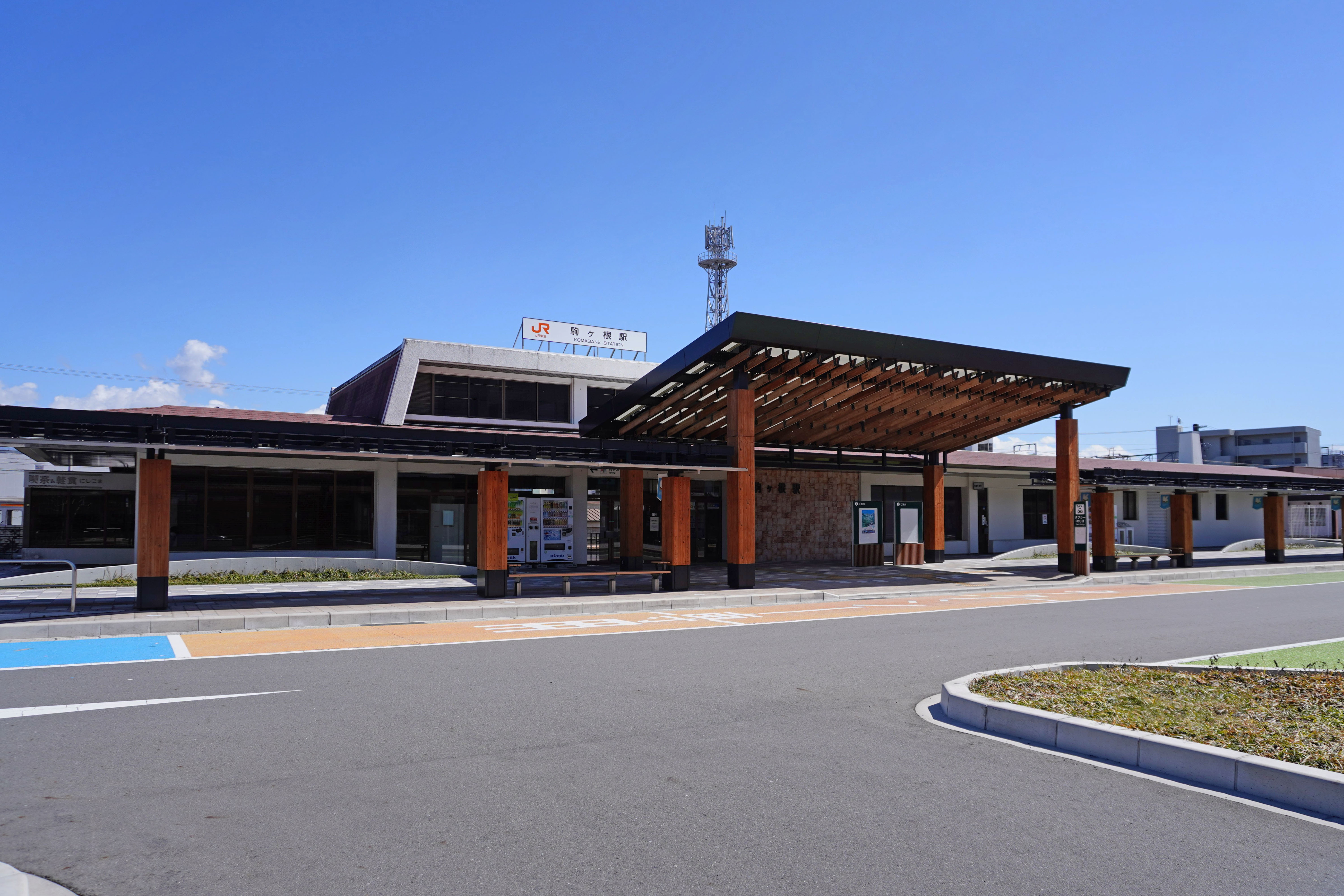
Bahnhofsgebäude der JR Tokai Komagane Station

## Geschichte
Die Bahngesellschaft Ina Denki Tetsudō eröffnete den Bahnhof am 31. Oktober 1914, zusammen mit dem von Miyada bis hierhin führenden Streckenabschnitt. Der Bahnhof trug zunächst den Namen Akaho (赤穂) und war knapp zwei Monate lang Endstation, bis zur Inbetriebnahme des daran anschließenden Teilstücks nach Ina-Fukuoka am 26. Dezember 1914. Die Ina Denki Tetsudō wurde am 1. August 1943 verstaatlicht. Für den Betrieb war nun das Eisenbahnministerium verantwortlich, ab 1949 die Japanische Staatsbahn.
Im Oktober 1959 erhielt der Bahnhof seinen heutigen Namen. 1980 ersetzte die Staatsbahn das Empfangsgebäude durch einen Neubau. Aus Kostengründen stellte sie am 1. November 1982 den Güterumschlag ein, am 14. März 1985 auch die Gepäckaufgabe. Im Rahmen der Staatsbahnprivatisierung ging der Bahnhof am 1. April 1987 in den Besitz der neuen Gesellschaft JR Central über.